# Южкокс
48°28′27.43″ пн. ш. 34°37′45.58″ сх. д. / 48.4742861° пн. ш. 34.6293278° сх. д.
Приватне акціонерне товариство «Южкокс» (з 1952 року по 1995 рік — Баглійський коксохімічний завод, з 1995 року по 2007 рік — ВАТ «Баглійкокс») — підприємство коксохімічної промисловості України, розташоване у місті Кам'янське, біля станції Запоріжжя-Кам'янське.
Головним споживачем продукції є Дніпровський металургійний комбінат. Підприємство працює переважно на російському вугіллі.

## Історія
У 1936 році розпочато будівництво Баглійського коксохімічного заводу.
У 1952 році завод розпочав роботу.
З 2016 р. «Южкокс» почав виробництво коксу преміальної якості з гарячою міцністю (Coke Strength after Reaction, CSR) 62,4%. Раніше цей показник становив 50-55%.
За даними звіту Evraz plc, у грудні 2017 р. було завершено угоду з продажу 94,9% акцій «Южкоксу». Сума угоди становила $63 млн. Інформація про покупця не розголошується.
У 2018 р. «Метінвест Холдинг» оголосив про купівлю частки в 23,71% акцій в «Южкоксі». Сума угоди становила $30 млн.

## Персонал та зарплатня
Чисельність персоналу — 1138 осіб.
Середня заробітна плата (до стягнення податків на рівні працівника) — 146,000 тис. грн на рік.

## Об'єми виробництва
Кокс валовий:
- 2012 — 623 тис. т
- 2013 — 675 тис. т
- 2014 — 652 тис. т
- 2015 — 565 тис. т
- 2016 — 573 тис. т
- 2017 — 534 тис. т
- 2018 — 557 тис. т